# 8 スプルース・ストリート
8 スプルース・ストリート (8 Spruce Street) はニューヨーク市ロウワー・マンハッタンに建つ超高層ビルである。元々はビークマン・タワー (Beekman Tower) という名称であり、現在はニューヨーク・バイ・ゲーリー (New York by Gehry) という名称で売り出されている。

## 概要
住所はニューヨーク市マンハッタン区スプルース通り8号で、シティ・ホール・プラザおよびブルックリン橋のすぐ南に位置している。建築家フランク・ゲーリーによって設計された。
高さ265mの76階建てで、これは居住用ビルとして世界で12番目に高く西半球では二番目の高さである（一番は同じくマンハッタンにあるOne 57。参考：世界の超高層マンションの一覧）。このビルはForest City Ratnerによって開発計画が行われ、建築家フランク・ゲーリーおよび構造技術者WSP Cantor Seinukによって設計され、Kreisler Borg Flormanによって施工された。このビルにはニューヨーク市教育局が所有する公立小学校も入居している。上述の小学校、ニューヨーク・ダウンタウン病院 (en)、公共サービスエリアおよび一階の小売店以外はすべて居住ユニット（計898ユニット）であり、ニューヨークのフィナンシャル・ディストリクトには珍しい構成である。高層ビルの構造フレームは鉄筋コンクリートで、その高さや形状はシカゴに2009年に建てられたアクア (en) と似ている。

## 受賞

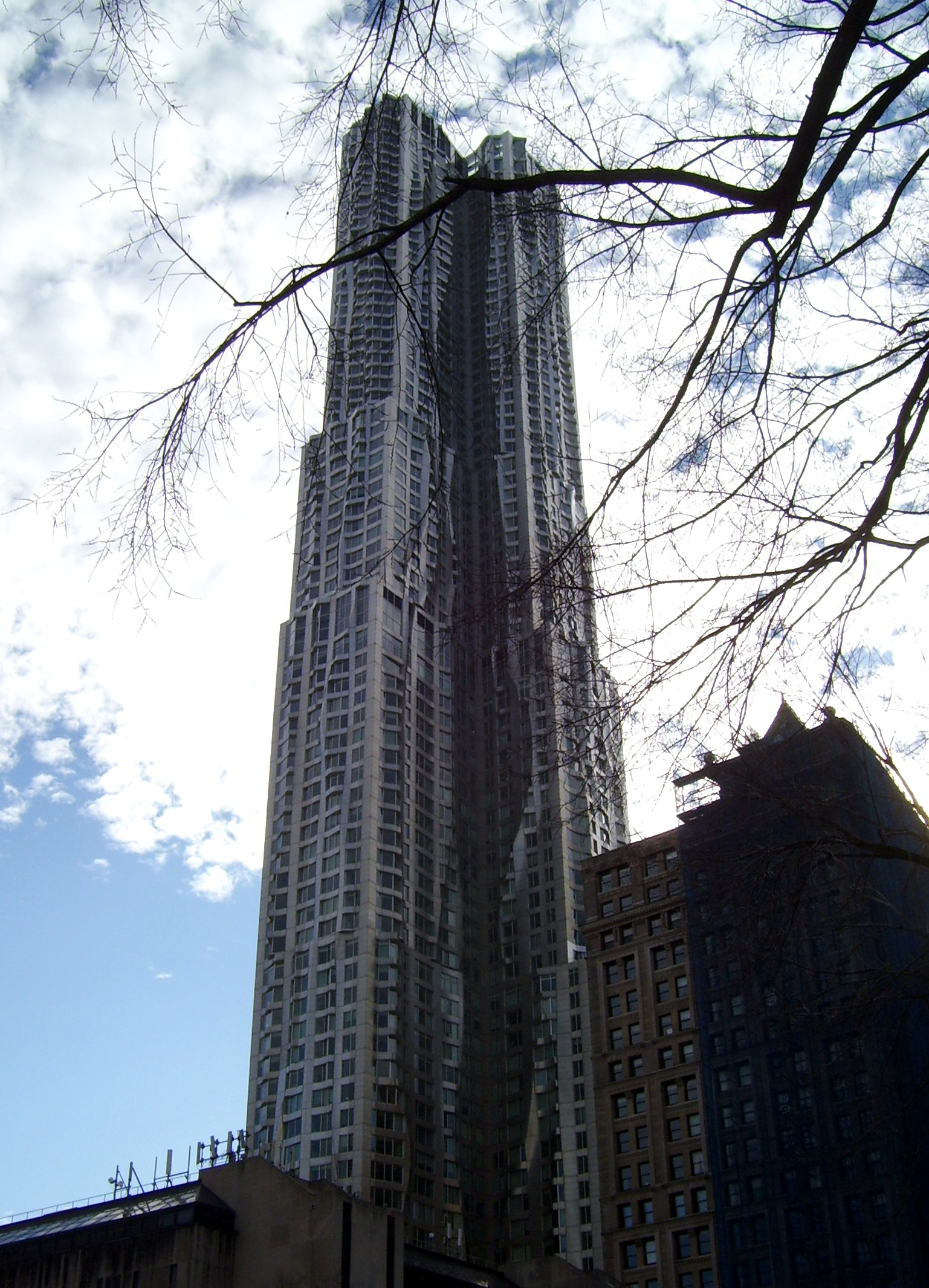
パーク・ロウから見たビル（2012年）

このビルは2011年のエンポリス・スカイスクレイパー賞を受賞した。